# ناوولوکی
شهر ناوولوکی (به روسی: Наволоки) در کشور روسیه و در اوبلاست ایوانوف واقع شده‌است.